# Tourville-sur-Pont-Audemer
Tourville-sur-Pont-Audemer je francouzská obec v departementu Eure v regionu Normandie. V roce 2009 zde žilo 716 obyvatel.